# Chlumetia fasciatrix
Chlumetia fasciatrix är en fjärilsart som beskrevs av Semper 1902. Chlumetia fasciatrix ingår i släktet Chlumetia och familjen nattflyn. Inga underarter finns listade i Catalogue of Life.